# Machanur, Lingsugur
Machanur là một làng thuộc tehsil Lingsugur, huyện Raichur, bang Karnataka, Ấn Độ.